# Egzit 10
Egzit 10 je trajao 4 dana, od 8. do 11. jula 2010. godine. Oko 600 različitih izvođača nastupilo je na 20 festivalskih bina. Broj posetilaca se procenjuje na oko 165.000. Na otvaranju festivala predstavljena je State of Exit fondacija, a tom prilikom je dodeljeno 25 stipendija za studijska putovanja studentima Univerziteta u Novom Sadu. Prve večeri zvanično je otvorena i prva Egzit muzička konferencija. 
Najposećeniji su bili nastupi Faith no More i The Chemical Brothers koji su održani ispred 25.000 ljudi.
Za više informacija o samom festivalu, pogledajte članak Egzit.

## Izvođači i bine
|  |  | Izvođači | Scene |

## Spoljašnje veze
- Zvanični sajt festivala

## Istorija
|  | Istorija festivala2000 • 2001 • 2002 • 2003 • 2004 • 2005 • 2006 • 2007 • 2008 • 2009 • 2010 • 2011 • 2012 |